# 王充闾
王充闾（1935年—），男，辽宁盘山人，中华人民共和国政治人物、作家，曾任中共辽宁省委常委、宣传部长，辽宁省人大常委会副主任，中国作家协会主席团委员。